# Alexander Manninger
Alexander Manninger (Salzburg, 4. lipnja 1977.), austrijski umirovljeni nogometaš. Za austrijsku reprezentaciju je igrao deset godina i sakupio preko 30 utakmica.